# BD Wong
Bradley Darryl "BD" Wong (São Francisco, 24 de outubro de 1960) é um ator norte-americano de ascendência chinesa. É conhecido por seus papéis na televisão, como o Dr. George Huang em Law & Order: Special Victims Unit, Dr. Hugo Strange na série Gotham e o padre Ray Mukada em Oz. Na série Mr. Robot interpreta um papel duplo, ora como Zhi Zhang, Ministro de Segurança do Estado da China, ora como Whiterose, mulher trans líder do Dark Army, grupo hacker chinês. BD ganhou vários prêmios por suas performances na Broadway.
O papel mais conhecido de Wong nos cinemas é o de Henry Wu, em Jurassic Park (1993). Em 2015  
e 2018, ele reprisa este papel no quarto e quinto filme da franquia, Jurassic World e  Jurassic World: Fallen Kingdom.
Fez o papel de Greg no filme Bird Box da Netflix.

## Trabalho de caridade
Wong doa seu tempo e recursos para uma série de instituições de caridade LGBT e relacionadas às artes, como Ali Forney Center, Broadway Cares/Equity Fights AIDS, Materials for the Arts, e Rosie's Theatre Kids, da qual ele também é membro do conselho.

## Vida pessoal
Wong é abertamente gay. Ele teve um relacionamento de longo prazo com o agente de talentos Richie Jackson de 1988 a 2004. Em 2000, o casal teve filhos gêmeos, Boaz Dov e Jackson Foo Wong, através de uma mãe substituta usando o esperma de Wong e um óvulo doado pela irmã de Jackson. Boaz Dov morreu 90 minutos após o nascimento. Em 2003, Wong escreveu um livro de memórias sobre suas experiências com barriga de aluguel intitulado Following Foo: The Electronic Adventures of the Chestnut Man (ISBN 9780060529536). Em 2004, Wong e Jackson terminaram o relacionamento. Wong é co-pai de seu filho com seu ex-parceiro Jackson e marido de Jackson, Jordan Roth. Seu filho Jackson Foo é abertamente gay, tendo se assumido aos 15 anos.

Em 7 de outubro de 2018, Wong casou-se com Richert John Frederickson Schnorr, seu parceiro de oito anos, no Brooklyn, Nova Iorque.